# Балтийска митология
Балтийска митология е сбор от митове на балтите, произлизащи от балтийското езичество и продължаващи и след покръстването в балтийския фолклор.
Произлиза от протоиндоевропейската митология. Балтийският регион е един от последните покръстени в Европа, като това започва през 15 век и продължава поне един век след това. Оригиналните текстове, описващи митологията, не са оцеляли до днес, но сведения за нея са получени от руски и немски хроники, по-късен фолклор, етимологията и сравнителната митология.
По-ранните хроники (14 и 15 век) са написани от мисионери, които са се стремяли да изкоренят местното езичество, но голяма част от него е запазено чрез балтийския фолклор. Този материал е от особено значение в индоевропейски изследвания също като за прибалтийските езици, считани от учените за особено консервативни, отразяващи елементи от протоиндоевропейската религия. Индоевропейските божествени близнаци са особено добре представени като Dieva déli  (латвийската песен „Синове на Бога“) и Dievo súneliai (литовската песен „Синове на Бога“). Според легендата, те са децата на Dievas (за Литва и Латвия; виж на протоиндоевропейски Dyeus). Свързани с братята и техния баща на двете богини; персонификация на Слънцето, Saule (на латвийски: слънце) и Saules meita  (на латвийски: Дъщерята на слънцето).